# Harry Martinson
Pour les articles homonymes, voir Martinson.
 (août 2019).
Si vous disposez d'ouvrages ou d'articles de référence ou si vous connaissez des sites web de qualité traitant du thème abordé ici, merci de compléter l'article en donnant les références utiles à sa vérifiabilité et en les liant à la section « Notes et références ».
Harry Martinson (6 mai 1904 à Jämshög – 11 février 1978 à Stockholm) est un écrivain et poète suédois, lauréat du Prix Nobel de littérature en 1974. Originaire de la province de Blekinge dans le sud-est de la Suède, il appartient à la mouvance des écrivains prolétariens (Eyvind Johnson, Ivar Lo-Johansson, Martin Andersen Nexø…).
En 1949, il est le premier écrivain issu de la classe populaire à être élu à l'Académie suédoise. En 1954, il est nommé docteur honoris causa de l'université de Göteborg. À 70 ans il est couronné par le prix Nobel de littérature en même temps que son compatriote Eyvind Johnson. Ce choix fut controversé car Graham Greene, Saul Bellow, Vladimir Nabokov et Jorge Luis Borges, plus connus et célébrés à l'international, étaient fortement pressentis cette année-là. De plus, les deux auteurs conjointement primés étaient déjà membres de l'Académie suédoise qui décerne la récompense.

## Biographie
Harry Martinson nait dans une famille de petits commerçants, il n'a pas encore six ans lorsque son père, Martin Olofsson, meurt en 1910 d'une tuberculose pulmonaire et que sa mère, veuve, l'abandonne pour émigrer à Portland dans l'Oregon aux États-Unis. Il est placé par la commune auprès de paysans selon un système d'enchères des pauvres humiliant. Il connaît la misère, et décide de s'engager à 16 ans sur un bateau. Il passe les sept années suivantes à voyager autour du monde, notamment au Brésil et en Inde.
Après des problèmes de santé (tuberculose), il s'installe définitivement en Suède (1927), où il mène parfois une vie de vagabond, et commence à publier des poèmes dans des journaux. C'est sa connaissance du monde et des dépossédés, des marginaux, qu'il retranscrira dans ses livres. Toute son œuvre tourne autour d'un idéal de justice sociale, souvent trahi par la réalité.
En 1929, il se marie à Moa Martinson, une écrivaine suédoise, rencontrée à la rédaction du journal anarchiste Brand. Ils divorcent en 1940, à cause de différends personnels et politiques, notamment concernant l'Union soviétique. Il épouse en 1942 Ingrid Lindcrantz (1916-1994).
Il participe en août 1934 au congrès des écrivains à Moscou, voyage à la mode chez les écrivains de gauche de l'époque. Mais il n'approuve pas l'exigence du réalisme socialiste défendu par Maxime Gorki, qu'il considère comme paralysant pour la création littéraire.
Il remporte son plus grand succès populaire avec le récit autobiographique de son enfance en deux volumes, Nässlorna blomma (Même les orties fleurissent) en 1935 et Vägen ut (Il faut partir) l'année suivante. Ce livre a par la suite été traduit dans plus de 30 langues.
Son recueil de poésie le plus célèbre est Aniara, publié en 1956, mis en opéra en 1959 par Karl-Birger Blomdahl, et dont les principaux personnages (Isagel, Chefone, Libidel) sont connus de tous les Suédois.
La parution en 1960 de son recueil Vagnen (La Voiture) qui critique durement l'automobile, symbole de la civilisation moderne et de ce qu'on appellera ensuite « la société de consommation », est reçu très froidement par les critiques et le public. Martinson décide de ne plus publier ses textes.
Après un long silence, en 1974, il reçoit avec Eyvind Johnson, autre écrivain prolétaire, le Nobel de littérature. Ce prix très critiqué par l'intelligentsia suédoise de l'époque, y compris à gauche où on lui reproche son manque d'engagement politique, l'isole encore plus. Après une tentative de suicide avec une paire de ciseaux au cours de laquelle il se blesse grièvement, il meurt en 1978.
Martinson est l'un des écrivains suédois les plus célèbres du XXe siècle, toujours très lu dans son pays. Il a renouvelé la littérature de l'époque grâce à un style inventif et un regard attentif sur le monde, notamment celui des laissés pour compte, qui restent en marge des bouleversements des mœurs et de l'économie suédoises à l'époque.

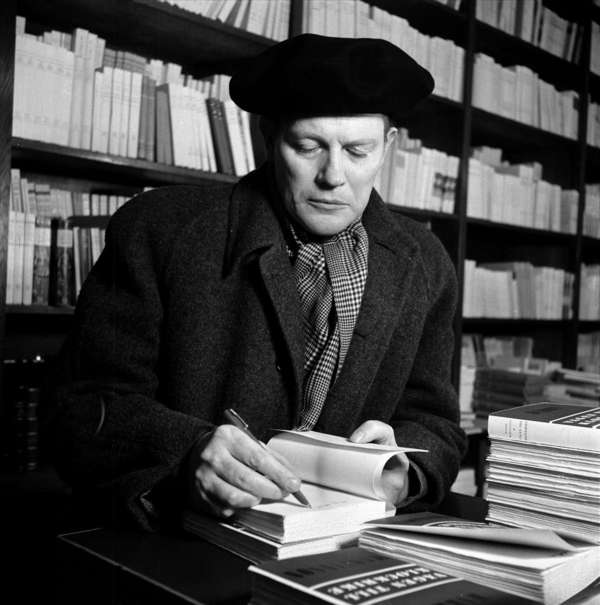
Harry Martinson en 1948

## Œuvres

### Romans
- Voyage sans but, (Resor utan mål, 1932, premier volume de ses récits de voyage), Stock, 1938, 1974 et 1991] (épuisé).
- Cap adieu (Kap Farväl, 1933, second volume de ses récits de voyages). Inédit en français.
- Même les orties fleurissent (Nässlorna blomma, 1935, premier volet de son œuvre autobiographique), Agone, 2001  (ISBN 2-910846-64-4) (page consacrée au livre sur le site de l'éditeur).
- Il faut partir (Vägen ut, 1936, second volet de son œuvre autobiographique), Agone, 2002  (ISBN 2-910846-84-9) (page consacrée au livre sur le site de l'éditeur).
- La Société des vagabonds (Vägen till Klockrike, 1948, dernier texte en prose). Stock, 1951, Agone, 2004  (ISBN 2-7489-0024-3) (page consacrée au livre sur le site de l'éditeur).

### Poésie
- Vaisseau fantôme (Spökskepp, 1929). Inédit en français.
- Aniara, une odyssée de l'espace (Aniara, 1956), Agone, 2004  (ISBN 2-7489-0028-6) (page consacrée au livre sur le site de l'éditeur).